# Amatas
Amatas ou Ammatas (m. 533) foi um nobre vândalo do século V. Era filho de Geilaro e irmão do rei Gelimero (r. 530–534). No começo de setembro de 533, recebeu ordens reais para executar o deposto Hilderico (r. 523–530) e seus associados que estavam presos em Cartago e então se preparou para lutar contra o general bizantino Belisário. Foi surpreendido com poucos homens no 10º marco de Cartago por João Troglita e foi morto.